# Episodi di The Lineup (quarta stagione)
La quarta stagione della serie televisiva The Lineup è andata in onda negli Stati Uniti dal 27 settembre 1957 al 20 giugno 1958 sulla CBS.
| nº | Titolo originale                     | Prima TV USA      |
| -- | ------------------------------------ | ----------------- |
| 1  | The Fleet Queen Case                 | 27 settembre 1957 |
| 2  | The Security Officer Case            | 4 ottobre 1957    |
| 3  | The Honolulu Treasure Case           | 11 ottobre 1957   |
| 4  | The Phoney Witness Case              | 18 ottobre 1957   |
| 5  | The Missing Crime Case               | 25 ottobre 1957   |
| 6  | The Circus Malone Case               | 1º novembre 1957  |
| 7  | The 17643 Case                       | 8 novembre 1957   |
| 8  | The Harger Jameson Case              | 15 novembre 1957  |
| 9  | The Phantom Robber Case              | 22 novembre 1957  |
| 10 | The Reluctant Addict Case            | 29 novembre 1957  |
| 11 | The Missing Russian Hill Matron Case | 6 dicembre 1957   |
| 12 | The Vacationing Escapee Case         | 13 dicembre 1957  |
| 13 | The Happy Janitor Case               | 20 dicembre 1957  |
| 14 | The Cut-up Cone-on Case              | 27 dicembre 1957  |
| 15 | The Donald Damen Case                | 3 gennaio 1958    |
| 16 | The Willard Peabody Case             | 10 gennaio 1958   |
| 17 | The Ash Blonde Model Case            | 17 gennaio 1958   |
| 18 | The Hot Shot Robbery Case            | 24 gennaio 1958   |
| 19 | The Fire Bug Case                    | 31 gennaio 1958   |
| 20 | The Samuel Bradford Case             | 7 febbraio 1958   |
| 21 | The Pawn Ticket Case                 | 14 febbraio 1958  |
| 22 | The Jealous Mambo Dancer Case        | 21 febbraio 1958  |
| 23 | The Scott Franklin Case              | 28 febbraio 1958  |
| 24 | The Louie Lawrence Case              | 7 marzo 1958      |
| 25 | The George Case                      | 14 marzo 1958     |
| 26 | The Clarence Culver Case             | 21 marzo 1958     |
| 27 | The Little Hero Case                 | 28 marzo 1958     |
| 28 | The Slowboat Murphy Case             | 11 aprile 1958    |
| 29 | The Deacon Whitehall Case            | 18 aprile 1958    |
| 30 | The Missing Scientist Case           | 2 maggio 1958     |
| 31 | The High Fashion Case                | 16 maggio 1958    |
| 32 | The Dr. George Jeremy Case           | 23 maggio 1958    |
| 33 | The Samson Magill Case               | 30 maggio 1958    |
| 34 | The G.I. Shoe Case                   | 6 giugno 1958     |
| 35 | The Glorietta Shakedown Case         | 20 giugno 1958    |

## The Fleet Queen Case
- Prima televisiva: 27 settembre 1957

### Trama
- Interpreti: Warner Anderson (detective Ben Guthrie), Tom Tully (ispettore Matt Grebb), Marshall Reed (ispettore Fred Asher), Kay Bell, Tom London

## The Security Officer Case
- Prima televisiva: 4 ottobre 1957

### Trama
- Interpreti: Warner Anderson (detective Ben Guthrie), Tom Tully (ispettore Matt Grebb), Marshall Reed (ispettore Fred Asher), Ron Hagerthy (John Oakhurst), Greta Granstedt (Mrs. Oakhurst), Fred Sherman (Mr. Oakhurst), Richard Reeves (Happy Anderson)

## The Honolulu Treasure Case
- Prima televisiva: 11 ottobre 1957

### Trama
- Interpreti: Warner Anderson (detective Ben Guthrie), Tom Tully (ispettore Matt Grebb), Marshall Reed (ispettore Fred Asher), Hans Conried (Slim Jameson), Ruth Lee (Maxine Hill), Walter McCoy (Hollingsworth Coolidge), Lee Patrick (Julia Wyatt), Walter Reed (Randy Collins)

## The Phoney Witness Case
- Prima televisiva: 18 ottobre 1957

### Trama
- Interpreti: Warner Anderson (detective Ben Guthrie), Tom Tully (ispettore Matt Grebb), Marshall Reed (ispettore Fred Asher), Robert Bailey

## The Missing Crime Case
- Prima televisiva: 25 ottobre 1957

### Trama
- Interpreti: Warner Anderson (detective Ben Guthrie), Tom Tully (ispettore Matt Grebb), Marshall Reed (ispettore Fred Asher), Harry Lauter

## The Circus Malone Case
- Prima televisiva: 1º novembre 1957

### Trama
- Interpreti: Warner Anderson (detective Ben Guthrie), Tom Tully (ispettore Matt Grebb), Marshall Reed (ispettore Fred Asher), Eleanor Audley (Maryanne Carstaires), Stacy Harris (Roger Treat), Celia Lovsky (Florence Malone), Ralph Moody (Circus Malone), Ned Wever (Judson Carstaires)

## The 17643 Case
- Prima televisiva: 8 novembre 1957

### Trama
- Interpreti: Warner Anderson (detective Ben Guthrie), Tom Tully (ispettore Matt Grebb), Marshall Reed (ispettore Fred Asher), William Forrest, Richard Bakalyan, Frances Morris

## The Harger Jameson Case
- Prima televisiva: 15 novembre 1957

### Trama
- Interpreti: Warner Anderson (detective Ben Guthrie), Tom Tully (ispettore Matt Grebb), Marshall Reed (ispettore Fred Asher), Angie Dickinson (Doris Collins), Mary Alan Hokanson (Martha Collins), John Morley (Harold Jeffries)

## The Phantom Robber Case
- Prima televisiva: 22 novembre 1957

### Trama
- Interpreti: Warner Anderson (detective Ben Guthrie), Tom Tully (ispettore Matt Grebb), Marshall Reed (ispettore Fred Asher), Stacy Harris, Isabelle Dwan, Ruta Lee (Ann Burton), John Harmon

## The Reluctant Addict Case
- Prima televisiva: 29 novembre 1957

### Trama
- Interpreti: Warner Anderson (detective Ben Guthrie), Tom Tully (ispettore Matt Grebb), Marshall Reed (ispettore Fred Asher), Rodolfo Hoyos Jr. (Luis Gonzales / El Gato), Felipe Turich (Gonzales), Robert Cabal (Pepe), Charles Wagenheim (Jojo Skandley), Edmund Cobb (Cop)

## The Missing Russian Hill Matron Case
- Prima televisiva: 6 dicembre 1957

### Trama
- Interpreti: Warner Anderson (detective Ben Guthrie), Tom Tully (ispettore Matt Grebb), Marshall Reed (ispettore Fred Asher), Damian O'Flynn (Lewis Cavanaugh), Raymond Greenleaf (Austin Lancaster), Kathleen Nolan

## The Vacationing Escapee Case
- Prima televisiva: 13 dicembre 1957

### Trama
- Interpreti: Warner Anderson (detective Ben Guthrie), Tom Tully (ispettore Matt Grebb), Marshall Reed (ispettore Fred Asher), Bart Burns, Ken Mayer, Ruta Lee (Ruth Grady)

## The Happy Janitor Case
- Prima televisiva: 20 dicembre 1957

### Trama
- Interpreti: Warner Anderson (detective Ben Guthrie), Tom Tully (ispettore Matt Grebb), Marshall Reed (ispettore Fred Asher), Jil Jarmyn (Jeri Jackson), John Daheim (Steve Henderson), Ann Lee (Teddy Fontaine), Lewis Charles (Happy Sherman)

## The Cut-up Cone-on Case
- Prima televisiva: 27 dicembre 1957

### Trama
- Interpreti: Warner Anderson (detective Ben Guthrie), Tom Tully (ispettore Matt Grebb), Marshall Reed (ispettore Fred Asher), Helen Westcott (Dorothy Kellems), Tod Griffin

## The Donald Damen Case
- Prima televisiva: 3 gennaio 1958

### Trama
- Interpreti: Warner Anderson (detective Ben Guthrie), Tom Tully (ispettore Matt Grebb), Marshall Reed (ispettore Fred Asher), James Gavin, Jeanne Bates, Joan Dupuis, Frank Wilcox

## The Willard Peabody Case
- Prima televisiva: 10 gennaio 1958

### Trama
- Interpreti: Warner Anderson (detective Ben Guthrie), Tom Tully (ispettore Matt Grebb), Marshall Reed (ispettore Fred Asher), James Nusser (Willie Martin), Fred Graham (Willard Peabody), Claude Akins, Laurie Mitchell, Paul E. Burns

## The Ash Blonde Model Case
- Prima televisiva: 17 gennaio 1958

### Trama
- Interpreti: Warner Anderson (detective Ben Guthrie), Tom Tully (ispettore Matt Grebb), Marshall Reed (ispettore Fred Asher), Patricia Hardy (Lois Donner), Austin Green (Eddie Morse), Mary Field (Grace Webster), Harry Harvey (Frank Donner)

## The Hot Shot Robbery Case
- Prima televisiva: 24 gennaio 1958

### Trama
- Interpreti: Warner Anderson (detective Ben Guthrie), Tom Tully (ispettore Matt Grebb), Marshall Reed (ispettore Fred Asher), Lisa Gaye (Velma Hartman), Joe Di Reda (Tony Tugad), Forrest Taylor (Jake Duncan), Elizabeth Slifer (Hortense Henratty), Phil Tead (della poliziaDoctor), Jack Albertson (Undtermined Supporting Role)

## The Fire Bug Case
- Prima televisiva: 31 gennaio 1958

### Trama
- Interpreti: Warner Anderson (detective Ben Guthrie), Tom Tully (ispettore Matt Grebb), Marshall Reed (ispettore Fred Asher)

## The Samuel Bradford Case
- Prima televisiva: 7 febbraio 1958

### Trama
- Interpreti: Warner Anderson (detective Ben Guthrie), Tom Tully (ispettore Matt Grebb), Marshall Reed (ispettore Fred Asher), Dan Barton (Samuel Bradford), Barbara Eden (Eleanor)

## The Pawn Ticket Case
- Prima televisiva: 14 febbraio 1958

### Trama
- Interpreti: Warner Anderson (detective Ben Guthrie), Tom Tully (ispettore Matt Grebb), Marshall Reed (ispettore Fred Asher), Donna Martell

## The Jealous Mambo Dancer Case
- Prima televisiva: 21 febbraio 1958

### Trama
- Interpreti: Warner Anderson (detective Ben Guthrie), Tom Tully (ispettore Matt Grebb), Marshall Reed (ispettore Fred Asher), Keith Richards (Christy Donnell), Alex Gerry (Jerome Folger), Fay Baker (Elsie Folger), Ann Seaton, Anna Navarro

## The Scott Franklin Case
- Prima televisiva: 28 febbraio 1958

### Trama
- Interpreti: Warner Anderson (detective Ben Guthrie), Tom Tully (ispettore Matt Grebb), Marshall Reed (ispettore Fred Asher), Anthony Caruso, Dorothy Green, Edit Angold, Dorsey Keaton

## The Louie Lawrence Case
- Prima televisiva: 7 marzo 1958

### Trama
- Interpreti: Warner Anderson (detective Ben Guthrie), Tom Tully (ispettore Matt Grebb), Marshall Reed (ispettore Fred Asher), Tito Vuolo (Mr. Backeroni), Charles Tannen (Birdie), Wally Cassell (Mario), Jack Mulhall, James Nusser, Charles Cantor

## The George Case
- Prima televisiva: 14 marzo 1958

### Trama
- Interpreti: Warner Anderson (detective Ben Guthrie), Tom Tully (ispettore Matt Grebb), Marshall Reed (ispettore Fred Asher), Louis Lettieri (George Martinez), Edward Colmans (Rafael Martinez), Lillian Buyeff (Maria Martinez)

## The Clarence Culver Case
- Prima televisiva: 21 marzo 1958

### Trama
- Interpreti: Warner Anderson (detective Ben Guthrie), Tom Tully (ispettore Matt Grebb), Marshall Reed (ispettore Fred Asher), Billy Nelson, Lillian Bronson, Elaine Riley

## The Little Hero Case
- Prima televisiva: 28 marzo 1958

### Trama
- Interpreti: Warner Anderson (detective Ben Guthrie), Tom Tully (ispettore Matt Grebb), Marshall Reed (ispettore Fred Asher)

## The Slowboat Murphy Case
- Prima televisiva: 11 aprile 1958

### Trama
- Interpreti: Warner Anderson (detective Ben Guthrie), Tom Tully (ispettore Matt Grebb), Marshall Reed (ispettore Fred Asher), Otto Waldis (Charles Steige), Aline Towne (Martha Kimmel), Robert J. Wilke (Slowboat Murphy), Charles Lane (Gallagher), Betty Blythe (Mrs. DeSues)

## The Deacon Whitehall Case
- Prima televisiva: 18 aprile 1958

### Trama
- Interpreti: Warner Anderson (detective Ben Guthrie), Tom Tully (ispettore Matt Grebb), Marshall Reed (ispettore Fred Asher), John Carradine (Deacon Whitehall), James Griffith (Charles Winters), Elaine Riley (Madelon Gordon)

## The Missing Scientist Case
- Prima televisiva: 2 maggio 1958

### Trama
- Interpreti: Warner Anderson (detective Ben Guthrie), Tom Tully (ispettore Matt Grebb), Marshall Reed (ispettore Fred Asher), Paul Sorensen

## The High Fashion Case
- Prima televisiva: 16 maggio 1958

### Trama
- Interpreti: Warner Anderson (detective Ben Guthrie), Tom Tully (ispettore Matt Grebb), Marshall Reed (ispettore Fred Asher), Grant Withers, Mark Scott, Strother Martin, Joseph Vitale

## The Dr. George Jeremy Case
- Prima televisiva: 23 maggio 1958

### Trama
- Interpreti: Warner Anderson (detective Ben Guthrie), Tom Tully (ispettore Matt Grebb), Marshall Reed (ispettore Fred Asher), John Murphy (dottor George Jeremy), Madge Blake (Mrs. Norway), Trevor Bardette (Pace), Vincent Perry (dottor Webster), Bing Russell (Theodore), John Parrish (Haley)

## The Samson Magill Case
- Prima televisiva: 30 maggio 1958

### Trama
- Interpreti: Warner Anderson (detective Ben Guthrie), Tom Tully (ispettore Matt Grebb), Marshall Reed (ispettore Fred Asher), Darlene Fields, Keith Byron, S. John Launer, Ray Page, James Nusser

## The G.I. Shoe Case
- Prima televisiva: 6 giugno 1958

### Trama
- Interpreti: Warner Anderson (detective Ben Guthrie), Tom Tully (ispettore Matt Grebb), Marshall Reed (ispettore Fred Asher), Jack Petruzzi (George D'Andreas), Robert Benevides (Wilbur Beldon), Jack Grinnage (Ken Sells), Alexander Campbell (Mr. Sells), Forrest Lewis (Davis), Dick Evans (Beatty), Tommy Harris (Milo Fillmore), Victor Paulsen (Steward), Martin Ponch (Proprietor), Ed Maxey (Newsboy)

## The Glorietta Shakedown Case
- Prima televisiva: 20 giugno 1958

### Trama
- Interpreti: Warner Anderson (detective Ben Guthrie), Tom Tully (ispettore Matt Grebb), Marshall Reed (ispettore Fred Asher), Jeanne Cooper, Joyce Holden, Bert Holland